# 2013-as barbadosi választások
| 2013-as barbadosi választások                                  | 2013-as barbadosi választások | 2013-as barbadosi választások |
| -------------------------------------------------------------- | ----------------------------- | ----------------------------- |
| 2008-as‎ ‎ ‎ ‎ ‎ ‎ ‎ ‎ ‎ ‎ ‎ ‎ ‎ ‎ ‎ ‎ ‎ ‎ ‎ ‎ ‎ ‎ ‎ ‎ ‎ ‎ ‎ ‎ ‎ ‎                           |                               | 2018-as                       |
| Barbados                                                       |                               |                               |
| 2013 február 21.                                               |                               |                               |
| Összesen 30 mandátuma képviselőházban 16 mandátum a többségért |                               |                               |
| Részvételi arány:                                              | 62.02%                        | 62.02%                        |
| Portré:                                                        |                               |                               |
| Párt színe:                                                    |                               |                               |
| Vezető                                                         | Freundel Stuart               | Owen Arthur                   |
| Párt:                                                          | DLP                           | BLP                           |
| Elnyert mandátumok:                                            | 16                            | 14                            |
| Szavazatok:                                                    | 78,851                        | 74,121                        |
| Százalék:                                                      | 51.30%                        | 48.22%                        |
|                                                                |                               |                               |

Barbadoson 2013. február 21-én tartottak általános választásokat. Ezek voltak az első olyan választások a függetlenség után, ahol a választás időpontját öt évvel az előző általános választás után hirdették ki.  Az eredmény a kormányzó Demokrata Munkáspárt győzelme volt, de csökkent többséggel, a párt a képviselőház 30 helyéből 16-ot szerzett. 

## Háttér
Barbados alkotmánya szerint a parlament első ülésszakától számított legfeljebb ötévente kell választásokat tartani.  A legutóbbi általános választásokat 2008. január 15-én tartották, míg a parlament jelenlegi ülésszakának első ülésszakára 2008. február 12-én került sor.  A parlament feloszlatása után Barbados főkormányzójának, Barbados Korona nevében, 90 napon belül kell kiadnia egy végzést a képviselőház tagjainak általános választására és a szenátorok szenátusi kinevezésére. 
A választási és jelölési időpontokat Freundel Stuart miniszterelnök jelentette be 2013. január 29-én. A jelöltek regisztrációjának határideje 2013. február 6-ra volt kitűzve.    

## Eredmények
| Párt                          | Szavazatok | %      | Mandátumok |
| ----------------------------- | ---------- | ------ | ---------- |
| Demokrata Munkáspárt          | 78,851     | 51.30  | 16         |
| Barbadosi Munkáspárt          | 74,121     | 48.22  | 14         |
| Népi Demokratikus Kongresszus | 89         | 0.06   | 0          |
| Szabad Bajan Párt             | 50         | 0.03   | 0          |
| Barbadosi Királyság           | 39         | 0.03   | 0          |
| Függetlenek                   | 552        | 0.36   | 0          |
| Összesen                      | 153,702    | 100.00 | 30         |

## Referenciák
1. ↑  Bradshaw. „Experts: PM’s timing curious”, Nation Newspaper, 2013. január 30. (Hozzáférés: 2013. január 30.) „“We knew that the Constitution and the law allowed him to call it after the five years had passed since the last election but it was the practice in Barbados and most of the Commonwealth that you would call the elections before the anniversary of the last election date.”
2. ↑  Barbados: parliamentary elections House of Representatives, 2013. Inter-Parliamentary Union. (Hozzáférés: 2021. március 31.)
3. ↑  Barbados to elect new government on February 21. Caribbean News Agency. [2013. február 15-i dátummal az eredetiből archiválva]. (Hozzáférés: 2013. január 29.)
4. ↑  Shawn Cumberbatch. „PM rings election bell”, Barbados Today, 2013. január 30. (Hozzáférés: 2013. január 30.) „Election officials got the ball rolling tonight when they were dispatched island wide to post notices of the February 21 polling and Nomination Day, which will be next Wednesday. Here officers Haskell Drakes and Everton Henry paste a notice on the door of the District “A” Police Station.”
5. ↑  Editorial. „The bell has been rung”, The Barbados Advocate, 2013. január 30.. [2013. február 15-i dátummal az eredetiből archiválva] (Hozzáférés: 2013. január 30.) „The date for the next General Election has been set. Barbadians will be heading to the polls on Thursday, February 21 to cast their votes. Nomination day is next week Wednesday.”
6. ↑  „Election day is February 21”, The Daily Nation (Hozzáférés: 2013. január 30.)